# Étréaupont
Étréaupont är en kommun i departementet Aisne i regionen Hauts-de-France i norra Frankrike. Kommunen ligger  i kantonen La Capelle som ligger i arrondissementet Vervins. År 2022 hade Étréaupont 845 invånare.

## Befolkningsutveckling
Antalet invånare i kommunen Étréaupont
Referens: INSEE